# Tripoli (Libanon)
Tripoli (arab: طرابلس, Ṭarābulus, libanoni arab: Ṭrāblos) kikötőváros Libanon északi részén, Észak-Libanon kormányzóságban. Az ország második legnagyobb városa. A lakosság 80%-a szunnita muszlim.
Itt ér véget az Irakból érkező kőolajvezeték; az olaj jelentős részét itt is finomítják. 

## Történelem
A legkorábbi településnyomok Kr. e. 1400-ig vezethetők vissza. A Kr. e. 9. században a föníciaiak alapítottak itt várost és hamarosan a föníciai városállamok hármas szövetségének fővárosa lett. (A görög tripolis szó azt jelenti: három város.) A szövetséget alkotó városállamok: Tripoli, Türosz, Arvad.

## Látnivalók

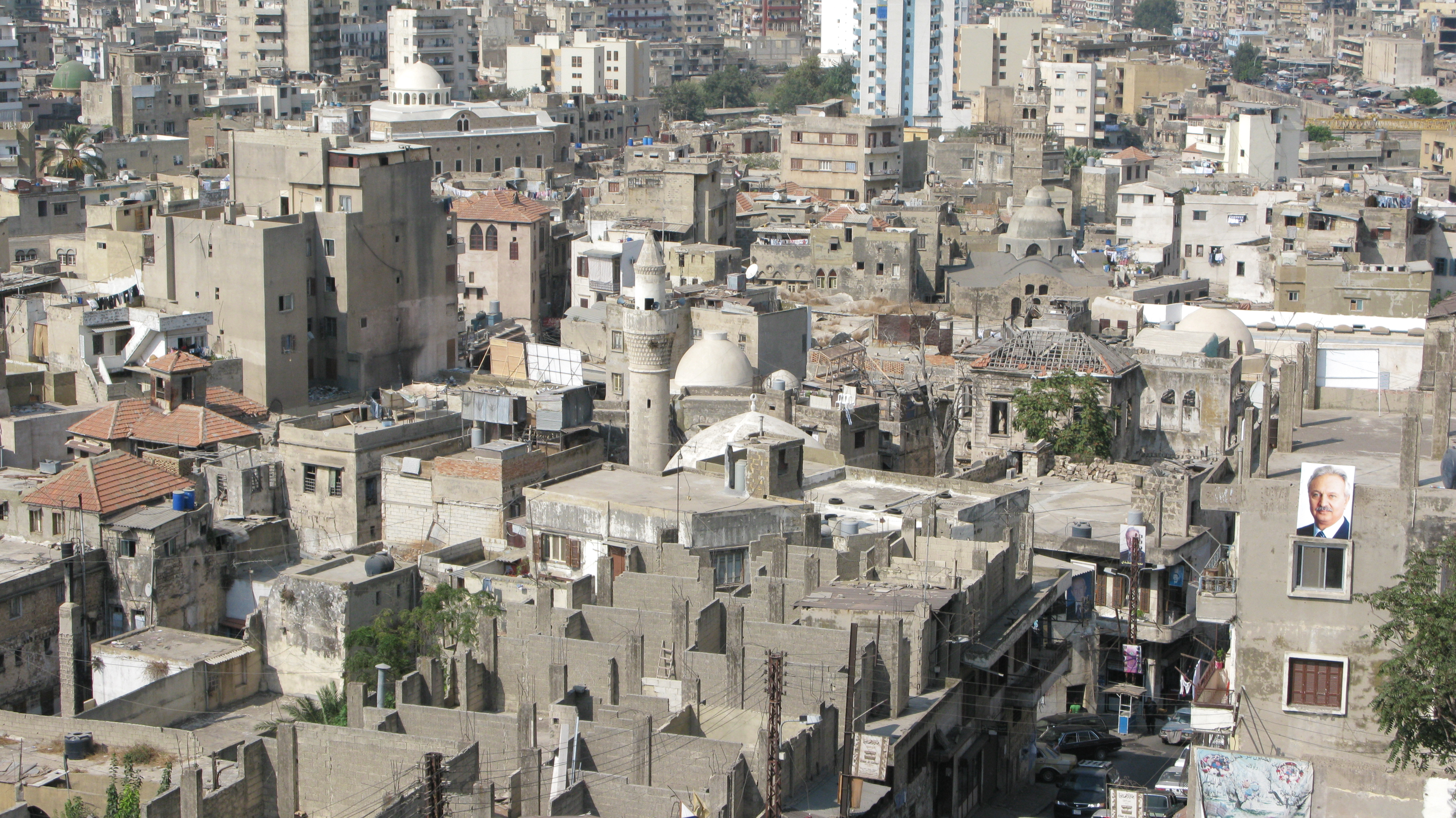
Tripoli, városkép

Nagy múltja ellenére a műemlékeinek többsége csak a 14-15. századból származik. Fő nevezetessége a keresztesek 12. századi vára, a 13. századi Nagymecset, a Teinal-mecset és a Vartaví emír mecsete.